# Lepidoceropsyche manoi
Lepidoceropsyche manoi is een vlinder uit de familie van de zakjesdragers (Psychidae). De wetenschappelijke naam van de soort is voor het eerst voorgesteld door Toyohei Saigusa en Mika Sugimoto (bioloog) in een publicatie uit 2022. De soort is vernoemd naar Takayuki Mano die het type van deze soort heeft verzameld. De spanwijdte bedraagt 18 tot 19 millimeter.
De soort komt voor in de subtropische bossen van de eilanden Iriomote en Ishigaki van de zuidelijke Riukiu-eilanden.